# 横浜市立港中学校
横浜市立港中学校（よこはましりつ みなとちゅうがっこう）は、神奈川県横浜市中区にある公立中学校である。
元町、山手、横浜中華街などを学区に抱えている。台湾、韓国、中国を始めとした外国人の生徒、および外国にルーツを持つ生徒が約30%を占めている 。

## 出身者
- 露木志奈（環境活動家）[2]
- 青山ミチ（歌手）